# XIIe siècle en science
XIe siècle en science - XIIe siècle - XIIIe siècle en science
Chronologie de la science
Cet article concerne les événements concernant les sciences et les techniques qui se sont déroulés durant le XIIe siècle :

## Événements
- Vers 1100 : début de la bonification des terres en Flandre par la poldérisation[1] (retrait des étendues marines puis marécageuses) sous les auspices des comtes et des abbés.
- 1102 : fabrication du papier en Sicile. Le papier se diffuse en Europe à partir du monde musulman. Le premier moulin à papier européen connu est celui de Xàtiva, en Espagne, en 1056. Il est produit à Fabriano en Italie en 1276, puis en France au début du XIVe siècle[2].

- 1111-1117 : première référence de l’usage de la boussole par les Chinois pour s’orienter en haute mer[3].
- 1126-1152 : l'archevêque de Tolède Raymond[4] regroupe plusieurs intellectuels juifs, mozarabes et musulmans qui permettront de transmettre à l’occident les écrits d’Aristote et d’autres penseurs grecs en les traduisant de l’arabe, ainsi que les œuvres de philosophes et savants arabes (Avicenne, Al-Ghazali ou juifs (Salomon ibn Gabirol). Cette école de traduction de Tolède est dirigée par Domingo Gundisalvo assisté du juif convertit Juan Hispano et de l’italien Gerardo de Cremona[5].
- 1139 : le concile du Latran interdit l'usage de l’arbalète entre armées chrétiennes[6].
- Vers 1150 : début de la fabrication de fusées à poudre en Chine[7].
- Vers 1187 :  première description du trébuchet à contrepoids (catapulte de siège) par Mardi ibn Ali al-Tarsusi dans son Traité sur l’armement[8].

- 1154 : construction d’un second hôpital (maristan) à Damas sur ordre de Nur ad-Din[9]. Il fonctionnera jusqu’en 1899, date à laquelle il sera transformé en école.
- 1155 : première carte imprimée en Chine[10].
- 1156 : une école médicale s’ouvre à l’université de Bologne[11].
- 18 juin 1178 : cinq moines de Cantorbéry observent un impact météoritique sur la Lune qui crée le cratère qui portera le nom de Giordano Bruno[12]. C'est le premier phénomène lunaire transitoire dont l'observation est attestée.
- 1170-1180 : introduction des moulins à vent en Europe depuis l'Orient[13].
- Vers 1180-1187 : le moine Alexandre Neckam mentionne la boussole dans son traité « De Naturis Rerum » [14].

- Janvier 1181 : Guilhem VIII autorise quiconque, quelles que soient ses origines et sa confession, à enseigner la médecine à Montpellier[15].
- 1189 : l'évêque de Lodève autorise l'installation de moulins à papier sur le cours de l'Hérault[16].
- 1199 : le gouvernail axial ou gouvernail d'étambot, mis au point en Baltique est attesté dans la mer du Nord[17].

- Ibn Rochd voit dans les taches solaires des ombres de planète[18].
- Apparition de charrues à roue (plógr) en Scandinavie, attestées dans les fouilles archéologiques à partir du XIIe siècle. Elles remplacent les araires rudimentaires (ardhr) utilisées depuis la préhistoire[19].

## Publications
Grâce aux traductions latines du XIIe siècle, la science grecque et arabo-musulmane sont introduites en Occident : géométrie (Euclide), géographie ( Ptolémée, mappemonde du géographe arabe Al Idrissi), médecine (Galien, Hippocrate, etc.).

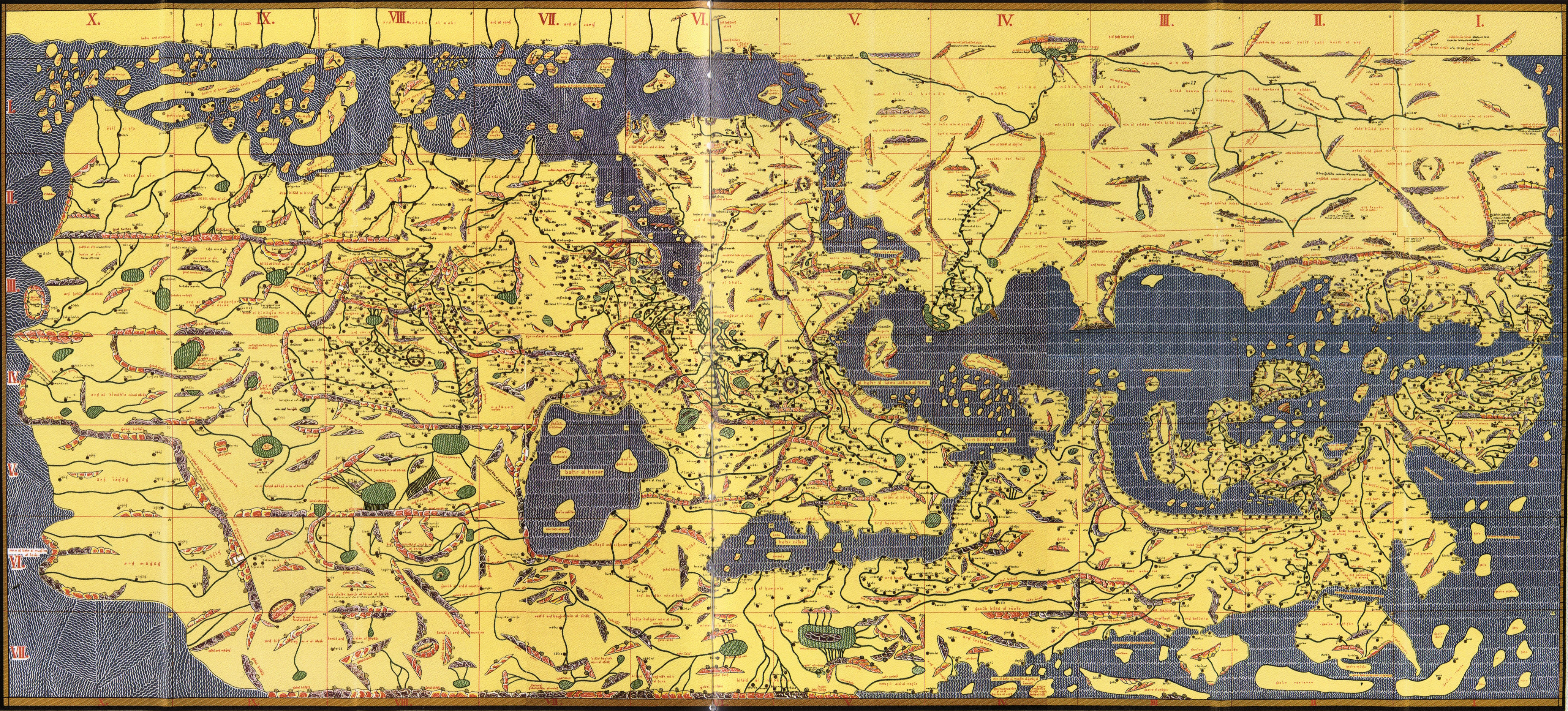
Tabula rotunda Rogeriana, réalisée par al-Idrīsī pour Roger II de Sicile

- Vers 1110 : Imago Mundi, de Honoré d'Autun[21].
- 1138 : Platon de Tivoli traduit de l'arabe en latin le Tetrabiblos de Ptolémée, les Sphériques de Théodose de Tripoli et le Kitāb az-Zīj d'Al-Battani (Livre des tables sabéennes, sous le titre en latin De Motu Stellarum)[22].
- 1145 : édition de la traduction latine de l'Algèbre d'al-Kharizmi par Robert de Chester. Gérard de Crémone en propose une nouvelle traduction en 1170[23].
- Vers 1145 : version remanié du Secretum secretorum, ouvrage centrée sur la médecine, traduit par Jean de Séville (v. 1090-1150).
- 1150 : Siddhânta Śiromani (en), traité du mathématicien indien Bhāskara II constitué de deux parties : Goladhyaya (sphère) et Grahaganita (mathématiques à propos des planètes). Il aborde des tables de sinus et diverses relations trigonométriques.
- Vers 1152 : La Terminologie logique, traité de logique et de mathématiques de Maïmonide.
- Janvier 1154[24] : l’Arabe Al-Idrissi (né en 1100) achève sa Description du monde, synthèse entre les données de la science grecque et les notions des voyageurs arabes, géographie réalisée pour le roi Roger II de Sicile.
- Vers 1175 : Gérard de Crémone traduit de l'arabe en latin l'Almageste, principal ouvrage d'astronomie de Ptolémée[23].
- Vers 1180 : Sharaf al-Dīn al-Tūsī écrit un traité sur les équations sur la résolution des équations cubiques[23].

## Personnages significatifs
- Bhāskara II (1114 - 1185), mathématicien indien.
- Omar Khayyam (1048-1131), astronome perse,
- Al-Idrisi (v. 1100, entre 1164 et 1180), géographe et botaniste arabe, qui travailla à Palerme pour Roger II de Sicile, auteur d'une mappemonde (1154).